# 폴아웃 (드라마)
《폴아웃》(영어: Fallout)은 아마존 프라임 비디오에서 2024년 4월 공개된 미국의 포스트아포칼립스 드라마이다. 동명 게임 시리즈를 원작으로 한 작품이다.

## 출연진
- 월턴 고긴스
- 엘라 퍼넬
- 카일 매클라클런
- 젤리아 멘데스존스
- 에런 모튼
- 마이크 도일
- 모이세스 아리아스
- 조니 펨버턴
- 셰리언 데이비스
- 데일 디키
- 매티 카더로플
- 사리타 초두리
- 마이클 에머슨
- 레슬리 어검스
- 프랜시스 터너
- 데이브 레지스터
- 잭 체리
- 로드리고 루치
- 애너벨 오헤이건